# Parlamento Regional Schleswigense-Holsteiniano
El Parlamento Regional Schleswigense-Holsteiniano  es el parlamento estatal (Landtag) del estado federado alemán de Schleswig-Holstein. Se reúne en la capital del estado, Kiel, y en la actualidad se compone de 69 miembros de cinco partidos. Sus principales objetivos se centran en los campos de la educación, la cultura, la planificación regional y la política interna.
El actual gobierno consiste en una coalición entre la CDU y los Verdes bajo el Ministro presidente Daniel Günther.
El Landtag mantiene alianzas con el Landtag de Mecklemburgo-Pomerania Occidental.

## Historia
Desde 1950, el Landtag se reúne en el Landeshaus en Kiel, que fue construido en 1888 como la Academia Marina Real. Hasta 1950, el Landtag se reunió en Lübeck, Flensburg y Eckernförde, así como en Kiel. Desde su renovación en 2003, el Landtag se ensambla en una nueva cámara dentro del Landeshaus.

## Composición actual

### Resultado electoral
| Elecciones estatales de Schleswig-Holstein de 2022 |                                                 |                     |         |        |           |           |
| Candidaturas                                       | Candidaturas                                    | Candidato           | Votos   | Votos  | Diputados | Diputados |
|                                                    | Unión Demócrata Cristiana                       | Daniel Günther      | 601 964 | 43,4 % | 34        | 9         |
|                                                    | Alianza 90/Los Verdes                           | Monika Heinold      | 254 158 | 18,3 % | 14        | 4         |
|                                                    | Partido Socialdemócrata                         | Thomas Losse Müller | 221 496 | 16,0 % | 12        | 9         |
|                                                    | Partido Democrático Libre                       | Bernd Buchholz      | 88 593  | 6,4 %  | 5         | 4         |
|                                                    | Asociación de Votantes del Schleswig Meridional | Lars Harms          | 79 301  | 5,7 %  | 4         | 1         |
| Fuente: Parlamento de Schleswig-Holstein           |                                                 |                     |         |        |           |           |

Las elecciones se llevaron a cabo utilizando un sistema de representación proporcional, con un mínimo del 5% de los votos para recibir escaños. Esto no se aplica a la Asociación de Votantes del Schleswig Meridional, que representa a las minorías danesas y frisias en Schleswig-Holstein y que por lo tanto está exenta de la regla del 5%.

### Órganos del Parlamento en la XX legislatura

#### La Mesa
| Cargo                                    | Titular                  | Lista  |
| ---------------------------------------- | ------------------------ | ------ |
| Presidenta                               | Kristina Herbst          | CDU    |
| Vicepresidenta primera                   | Eka von Kalben           | B'90/G |
| Vicepresidente segundo                   | Peter Lehnert            | CDU    |
| Vicepresidenta tercera                   | Beate Raudies            | SPD    |
| Vicepresidenta cuarta                    | Annabell Krämer          | FDP    |
| Vicepresidenta quinta                    | Jette Waldinger-Thiering | SSW    |
| Fuente: Parlamento de Schleswig-Holstein |                          |        |

#### Grupos parlamentarios
| Grupo parlamentario                      | Grupo parlamentario                                | Integrantes               | Líder                | Portavoz            | Escaños |
| ---------------------------------------- | -------------------------------------------------- | ------------------------- | -------------------- | ------------------- | ------- |
|                                          | Christlich Demokratischen Union Schleswig-Holstein | Unión Demócrata Cristiana | Daniel Günther       | Petra Nicolaisen    | 34      |
|                                          | Bündnis 90/Die Grünen Schleswig-Holstein           | Alianza 90/Los Verdes     | Anke Erdmann         | Sven Gebhardt       | 14      |
|                                          | Sozialdemokratische Partei Schleswig-Holstein      | Partido Socialdemócrata   | Serpil Midyatli      | Ulf Kämpfer         | 12      |
|                                          | Freie Demokratische Partei Schleswig-Holstein      | Partido Democrático Libre | Christopher Vogt     | Gyde Jensen         | 5       |
|                                          | Südschleswigscher Wählerverband                    | Asociación de Votantes    | Christian Dirschauer | Sybilla Lena Nitsch | 4       |
| Fuente: Parlamento de Schleswig-Holstein |                                                    |                           |                      |                     |         |

### Histórico de resultados y distribución de escaños
|  | 70,6 % |

| 43  | 6   | 21  |
| SPD | SSF | CDU |

|  | 78,2 % |

| 19  | 4   | 8   | 16  | 15  | 7  |
| SPD | SSW | FDP | CDU | BHE | DP |

|  | 78,6 % |

| 25  | 5   | 25  | 10  | 4  |
| SPD | FDP | CDU | BHE | DP |

|  | 78,7 % |

| 26  | 2   | 3   | 33  | 5   |
| SPD | SSW | FDP | CDU | BHE |

|  | 70,1 % |

| 29  | 1   | 5   | 34  |
| SPD | SSW | FDP | CDU |

|  | 74,0 % |

| 30  | 1   | 4   | 34  | 4   |
| SPD | SSW | FDP | CDU | NPD |

|  | 79,2 % |

| 32  | 1   | 40  |
| SPD | SSW | CDU |

|  | 82,2 % |

| 30  | 1   | 5   | 37  |
| SPD | SSW | FDP | CDU |

|  | 83,2 % |

| 31  | 1   | 4   | 37  |
| SPD | SSW | FDP | CDU |

|  | 84,8 % |

| 34  | 1   | 39  |
| SPD | SSW | CDU |

|  | 76,6 % |

| 36  | 1   | 4   | 33  |
| SPD | SSW | FDP | CDU |

|  | 77,4 % |

| 46  | 1   | 27  |
| SPD | SSW | CDU |

|  | 71,7 % |

| 45  | 1   | 5   | 32  | 6   |
| SPD | SSW | FDP | CDU | DVU |

|  | 71,7 % |

| 33  | 6     | 2   | 4   | 30  |
| SPD | GRÜNE | SSW | FDP | CDU |

|  | 69,5 % |

| 41  | 5     | 3   | 7   | 33  |
| SPD | GRÜNE | SSW | FDP | CDU |

|  | 66,5 % |

| 29  | 4     | 2   | 4   | 30  |
| SPD | GRÜNE | SSW | FDP | CDU |

|  | 73,6 % |

| 6     | 25  | 12    | 4   | 14  | 34  |
| Linke | SPD | GRÜNE | SSW | FDP | CDU |

|  | 60,2 % |

| 6       | 22  | 10    | 3   | 6   | 22  |
| PIRATEN | SPD | GRÜNE | SSW | FDP | CDU |

|  | 64,2 % |

| 21  | 10    | 3   | 9   | 25  | 5   |
| SPD | GRÜNE | SSW | FDP | CDU | AfD |

|  | 73,2 % |

| 12  | 14    | 4   | 5   | 34  |
| SPD | GRÜNE | SSW | FDP | CDU |